# Kleinbettingen
Kleinbettingen (en luxembourgeois : Klengbetten /klæŋbˈætən/ ) est un village et une section de la commune luxembourgeoise de Steinfort située dans le canton de Capellen.

## Géographie
Frontalier de la Belgique à l'ouest, le village est traversé d'ouest en est par le ruisseau d'Autelbas (en luxembourgeois : Kolerbaach), un affluent de l'Eisch.

## Histoire
Jusqu'au 2 juin 1897, le village s'appelait Bettingen, ce qui était source de confusion avec d'autres localités proches de même nom.

## Économie
La gare de Kleinbettingen est située sur la ligne de chemin de fer no  5 de Luxembourg à Kleinbettingen-frontière, prolongement de la Ligne 162 de Namur à Sterpenich-frontière par Arlon.
Le long de cette ligne de chemin de fer se trouve un moulin industriel à grains qui, créé en 1895 à la suite de la destruction accidentelle du plus grand moulin du Grand-Duché situé à Hesperange, s'est continuellement modernisé, ce qui lui a permis de se maintenir avec succès en activité face aux contraintes d'aujourd'hui. Quant à lui, le moulin seigneurial situé à côté et déjà mentionné dès le XIIIe siècle, malgré une différenciation de ses activités par rapport au moulin industriel, a définitivement cessé ses opérations vers les années 1970 lorsque la commune d'Autelbas a remis le ruisseau en fond de vallée, privant le moulin d'eau. Cet ancien moulin utilise le chemin de fer dès 1859.

## Culture locale et patrimoine

### Lieux et monuments

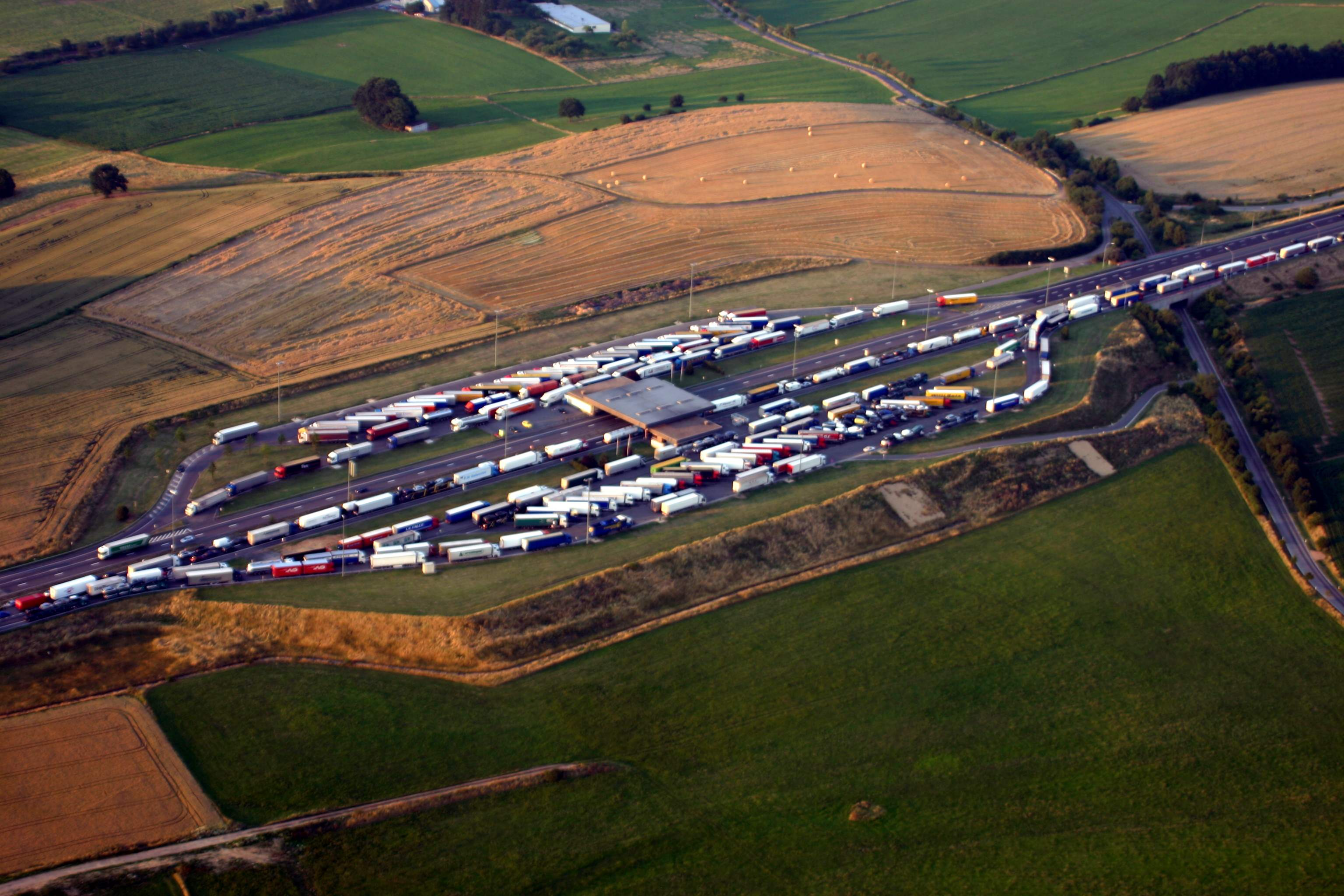
La douane sur la E25 à la frontière belgo-luxembourgeoise.
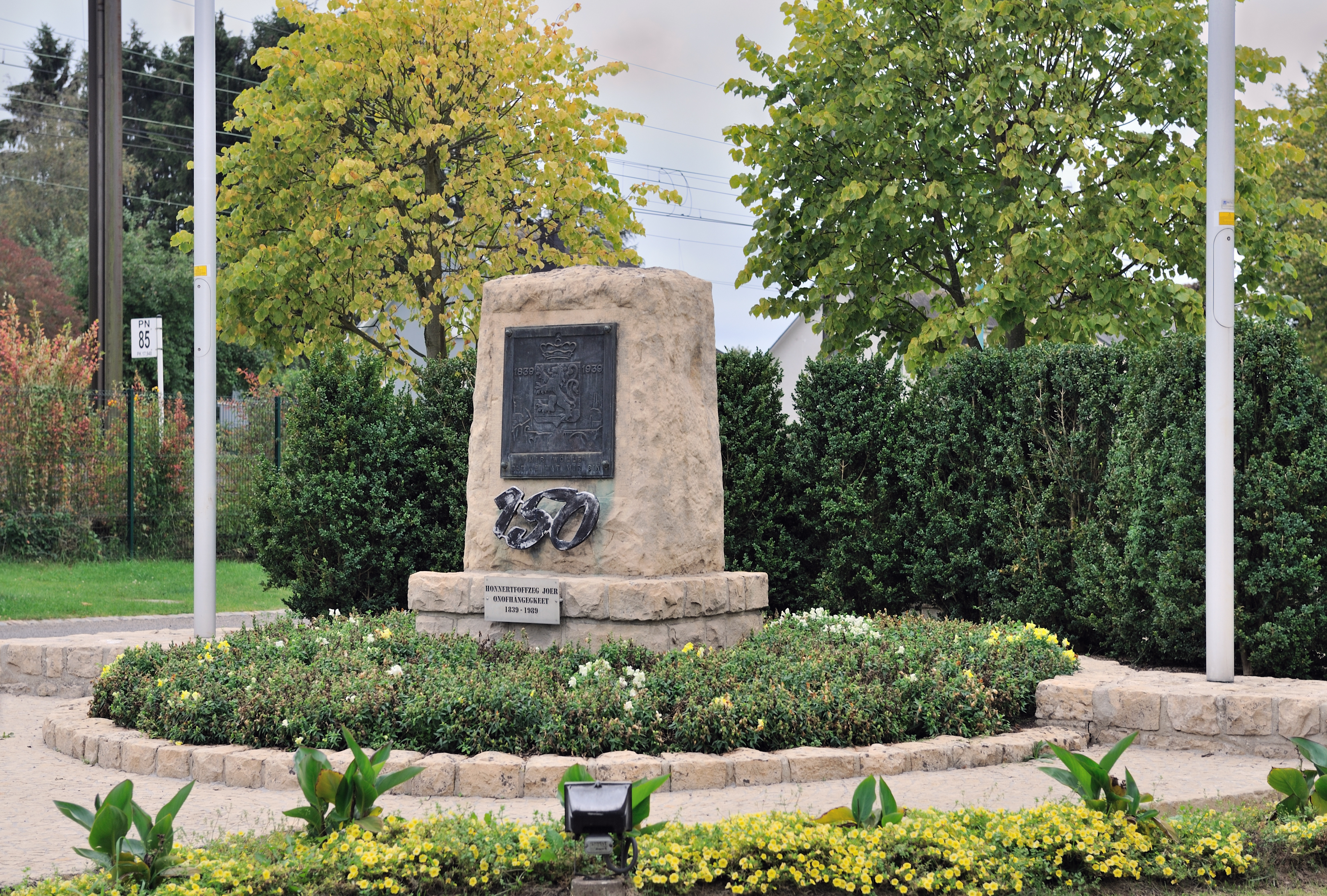
Monument commémorant le traité de Londres qui confirme l'indépendance du Luxembourg.
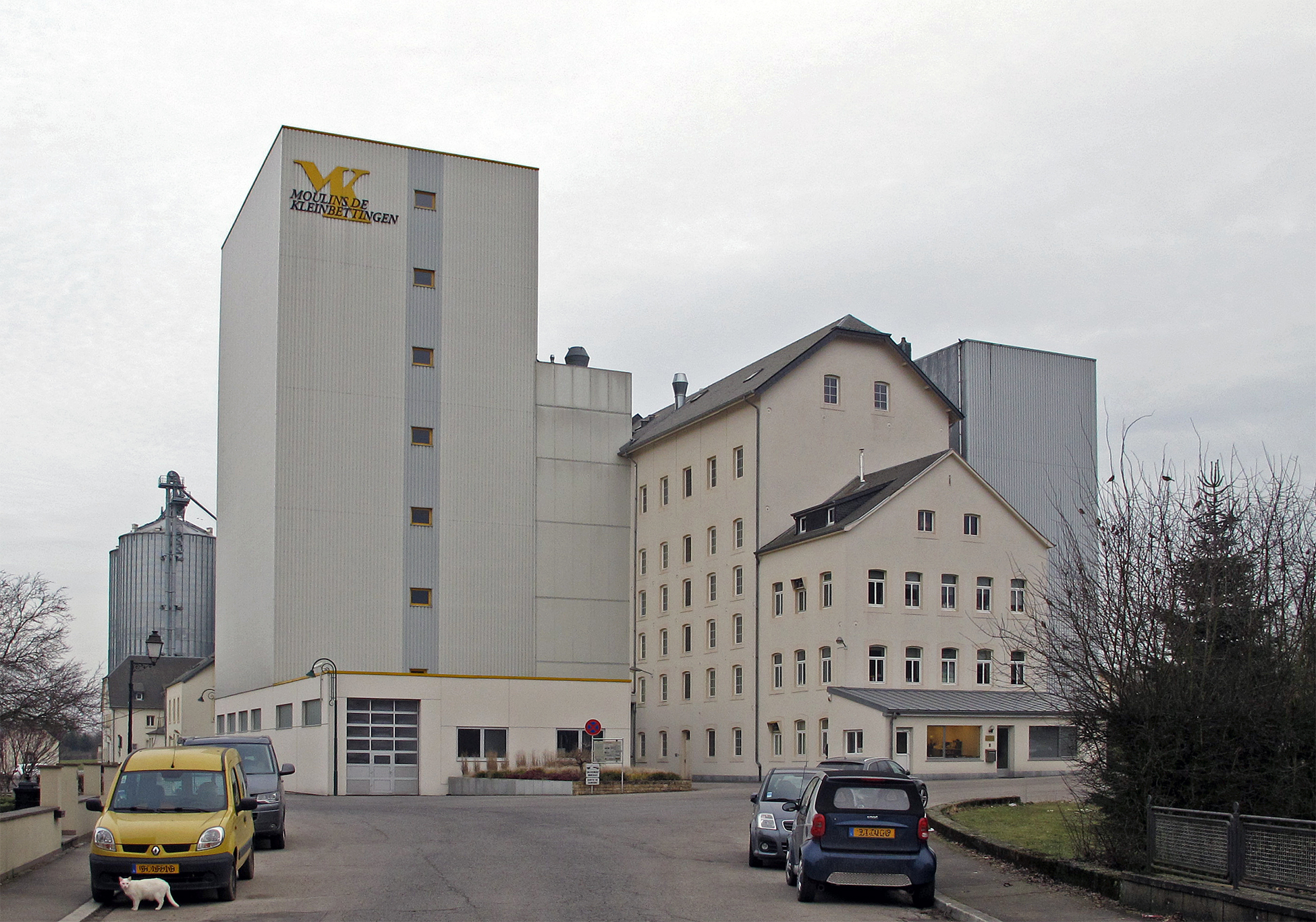
Les Moulins de Kleinbettingen en mars 2013.
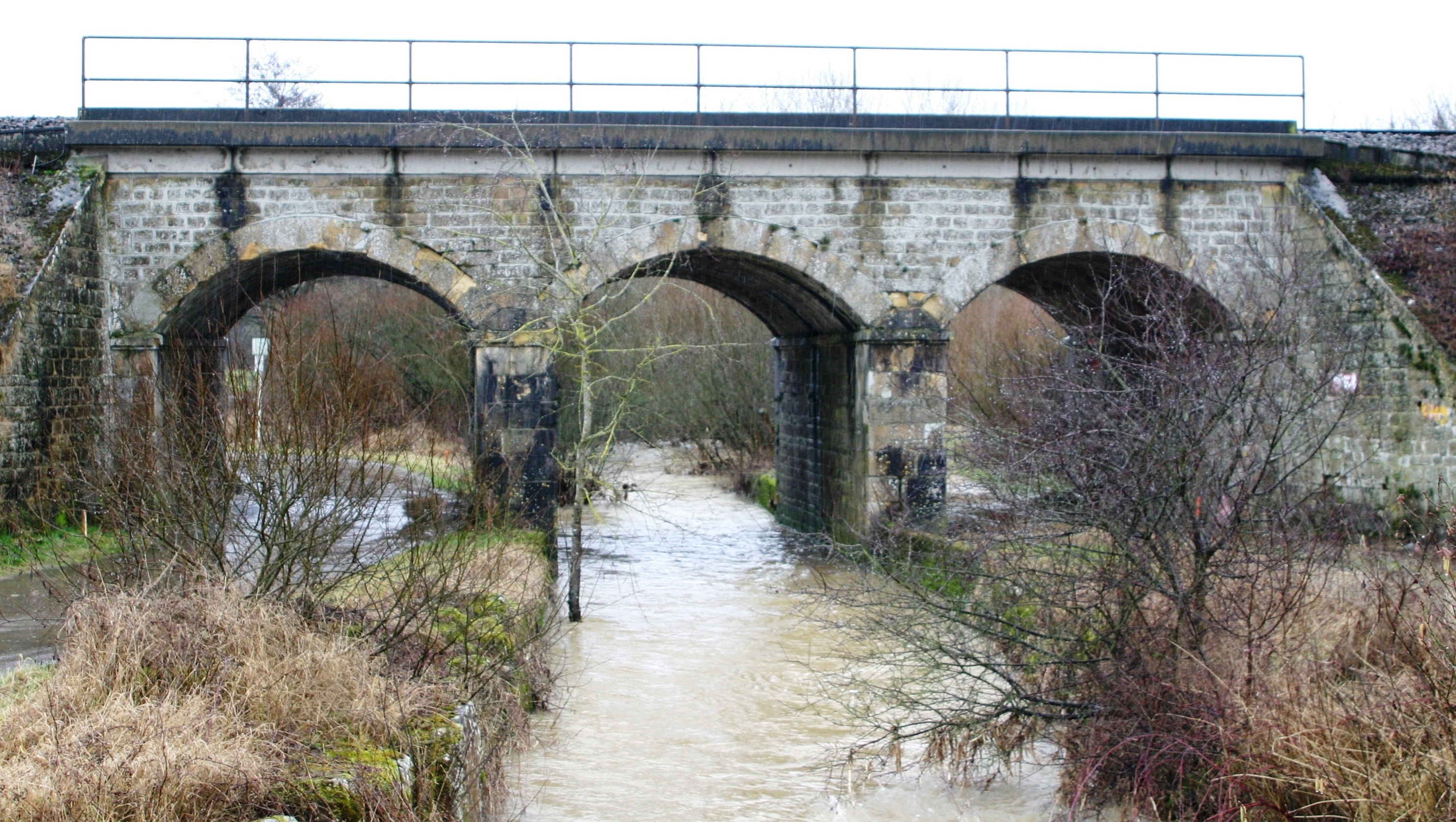
L'Eisch sous les trois ponts après de fortes pluies en février 2008.
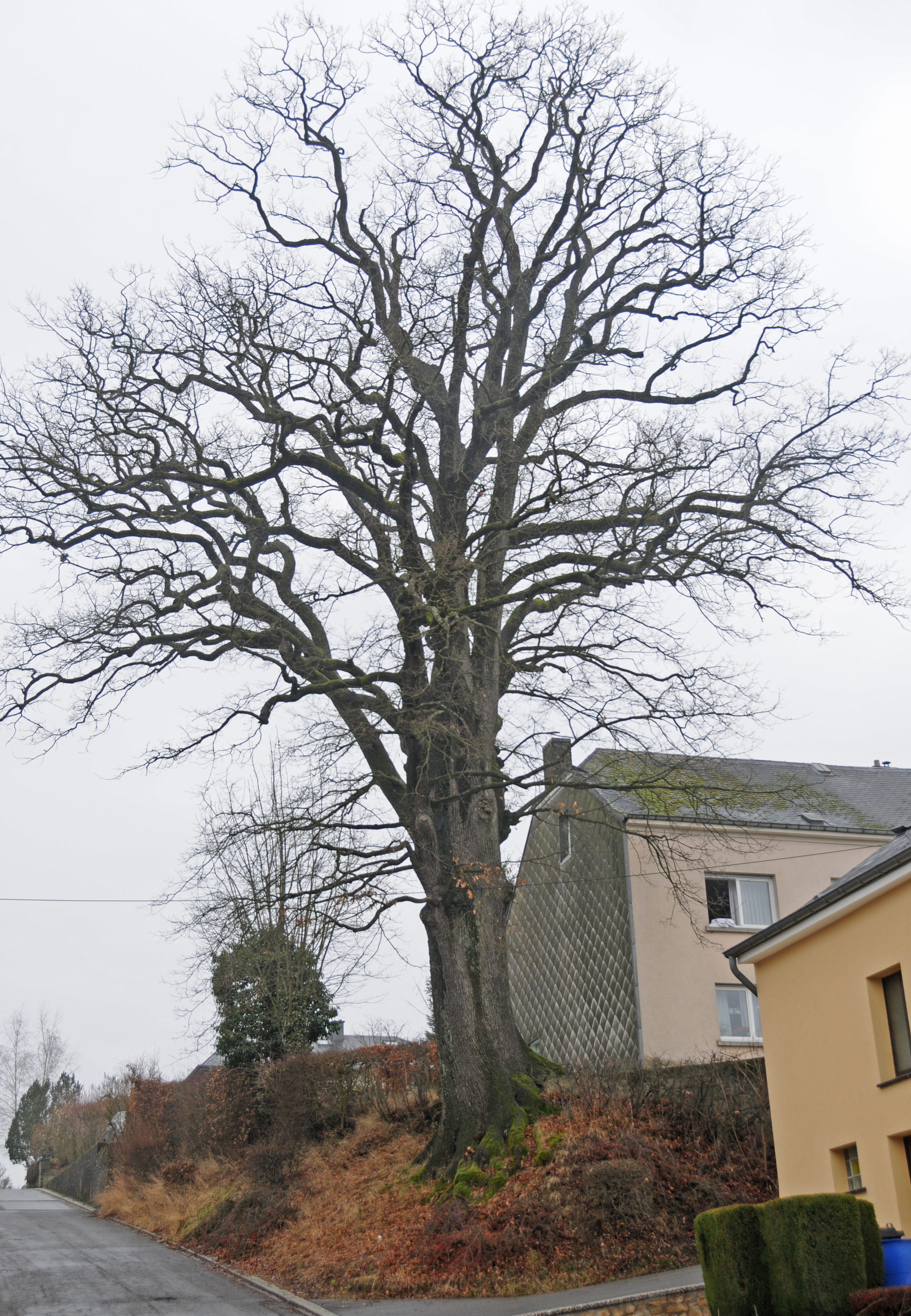
Le vieux chêne pédonculé en décembre 2007.

Chêne de Kleinbettingen
Au niveau de la rue de la Montagne se trouve un vieux chêne pédonculé classé parmi les arbres remarquables du Luxembourg.
Moulins de Kleinbettingen
Les Moulins de Kleinbettingen sont une entreprise familiale qui assure « le traitement du blé tendre pour la transformation en farine, la production de blé dur pour l'industrie alimentaire et la création de produits à forte valeur ajoutée ». La société s'est implantée aux États-Unis grâce à l'acquisition d'une extension dont le but est la promotion de son nouveau produit phare, le Farin'Up. En Tchéquie, les dirigeants des Moulins de Kleinbettingen détiennent un tiers des actions de la société United Bakeries (no) avant de devenir le propriétaire majoritaire en décembre 2015.
Poste d'alerte 82 des Chasseurs ardennais
Un bâtiment vétuste d'environ 30 m2 situé à proximité de la frontière belgo-luxembourgeoise, sur le territoire belge, entre Sterpenich et Kleinbettingen, accueillait des forces de l'armée belge dont l'objectif était de surveiller les mouvements des troupes en provenance de l'Allemagne nazie avant la Seconde Guerre mondiale.

### Personnalités liées à la localité
- Robert Als (1897-1991), juriste, diplomate et homme politique, ministre de l'Intérieur de février à novembre 1945.
- Jean Deitz (lb) (1892-1967), architecte.
- René Federspiel (lb) (1929-2016), homme politique.
- Jean Gérard (lb) (1874-1937), industriel et homme politique.
- Félix Heuertz (lb) (1877-1947), professeur et naturaliste.
- Jean-Pierre Mockel (lb) (-1942), employé dans les chemins de fer et homme politique.
- Paul Wilwers (lb) (1876-1967), employé dans les chemins de fer et mycologue.